# Chikondi Banda
Chikondi Banda (Blantyre, 28 de diciembre de 1978 - Blantyre, 8 de agosto de 2013) fue un futbolista profesional malauí que jugaba en la demarcación de centrocampista.

## Biografía
Chikondi Banda debutó profesionalmente como futbolista en 1999 con el Bullets FC a los 21 años de edad. Jugó durante ocho temporadas en el club, consiguiendo un total de siete veces la Primera División de Malaui, además de tres veces el Trofeo BAT Sportman y una vez la Copa Carlsberg. En 2007 fue traspasado al Michiru Castles, retirándose finalmente al terminar la temporada en 2008 a los 30 años de edad.
Además Chikondi Banda ha sido convocado un total de ocho veces por la selección de fútbol de Malaui, haciendo su debut el 22 de mayo de 1999 en un partido contra Namibia, partido que ganó Namibia en los penaltis. 
Chikondi Banda falleció el 8 de agosto de 2013 a los 34 años de edad tras sufrir malaria.

## Clubes
| Club            | País   | Año         |
| --------------- | ------ | ----------- |
| Bullets FC      | Malaui | 1999 - 2007 |
| Michiru Castles | Malaui | 2007 - 2008 |

## Goles internacionales
| Fecha                | Lugar                  | Rival    | Gol | Resultado | Competición      |
| -------------------- | ---------------------- | -------- | --- | --------- | ---------------- |
| 26 de marzo del 2000 | Dar es-Salam, Tanzania | Tanzania | 1-3 | 4-3       | Partido amistoso |

## Palmarés
Bullets FC
- Primera División de Malaui (7): 1999, 2000, 2001, 2002, 2003, 2004, 2005
- Trofeo BAT Sportman (3): 1999,2001,2002
- Chombe Tea: 1999
- Copa Carlsberg: 2002
- Trofeo Embassy: 2003
- Copa Tutulane Charity: 2007